# Ozero Belogolovoje
Ozero Belogolovoje (ryska: Озеро Белоголовое) är en sjö i Belarus.   Den ligger i voblasten Minsks voblast, i den norra delen av landet, 130 km nordväst om huvudstaden Minsk. Ozero Belogolovoje ligger 183 meter över havet. Arean är 0,19 kvadratkilometer. Den ligger vid sjön Vozera Vjalіkіja Sjvaksjty. Den sträcker sig 0,5 kilometer i nord-sydlig riktning, och 0,6 kilometer i öst-västlig riktning.
I omgivningarna runt Ozero Belogolovoje växer i huvudsak blandskog. Runt Ozero Belogolovoje är det glesbefolkat, med 19 invånare per kvadratkilometer.